# Daniela Guajardo
Daniela Andrea Guajardo Cornejo (Curicó, 23 de junio de 1990) es una ciclista chilena, que fue medallista panamericana por ciclismo.
Es estudiante de ingeniería comercial de la Universidad de Chile. En 2009 sufrió un accidente al ser atropellada por un ómnibus del Transantiago. El accidente la dejó con diversas fracturas, pero tras la rehabilitación no se retiró del deporte.

## Palmarés
- 2008, Medalla de Plata en Panamericano en Ecudador.
- 2008, Primer lugar en la prueba por puntos Panamericano juvenil en Ecuador.
- 2008, Segundo lugar velocidad olímpica Panmericano de Ciclismo por velocidad en equipo en Uruguay.[4]
- 2009, Segundo puesto en una Vuelta Femenina en Argentina.
- 2012, Medalla de Bronce Panmericano de Ciclismo carrera por puntos.
- 2012, Segundo puesto Panamericano de Ciclismo scratch.
- 2014, Medalla de Bronce en Panamericano de Ciclismo en México.[5]

2017
- Juegos Bolivarianos
  -  Medalla de bronce en Persecución por equipos

2018
- Juegos Suramericanos
  -  Plata en Persecución por equipos